# DRAC-25A/DRAC-32A (radar)
Les DRAC-25A et DRAC-32A sont des radars utilisés par l'armée de l'air française à partir de 1955 et constituent les premiers systèmes aéroportés français opérationnels de détection radar.

## Origines
Au début des années 1950, l'armée de l'air française émet une demande de chasseur lourd équipé de deux réacteurs SNECMA Atar. Jean-Charles Parot de la SNCASO dérive d'un projet abandonné de bombardier, le SO.4000, un nouveau prototype qui donne satisfaction. Le SO.4050 est décliné en trois versions, l'avion d'attaque au sol Vautour IIA, le bombardier Vautour IIB et le chasseur tous temps biplace en tandem Vautour IIN. Ce dernier fait son vol inaugural le 16 octobre 1952 et doit être équipé d'un radar pour remplir sa mission. Le projet d'un radar de tir destinés au Vautour est lancé en 1952 sous la désignation DRAC-23.

## Développement
Le Service technique des télécommunications de l’Air (STTA) lance un appel d'offres en 1954. Pour équiper cet avion, quatre sociétés se mettent sur les rangs, les Établissements René Derveaux, la société SADIR Carpentier, la CFTH (Compagnie française Thomson-Houston) et la CSF (Compagnie générale de la télégraphie sans fil).
Seules la CFTH et la CSF se voient attribuer l'étude d'un radar par le STTA. Le prototype de la CFTH semble au départ dans une position favorable. Mais la CSF réagit très rapidement et fait passer son radar de la bande S à la bande X, avec des démonstrations convaincantes auprès de l'état-major de l'armée de l'air, ce qui assure le succès de cette dernière. 

## Description
Disposition
Le dispositif est constitué de deux sous-ensembles principaux, un émetteur et un récepteur, installés dans des enceintes séparées et pressurisées. L'émetteur utilise des tubes émettant dans la bande X. Le récepteur est une antenne à balayage mécanique animée par une  motorisation hydraulique, dotée de gyromètres et placée sous un radôme. Les informations sont relayées par un scope à l'opérateur arrière, qui commande le tir. L'écran radar fait 7 cm sur 4 cm.
Capacités
Le DRAC-25 est capable de mener des actions de veille, de poursuite et de visualisation du but. Il peut viser une cible en calculant sa position future à partir des mesures de la distance et de la vitesse radiale et des vitesses angulaires relatives observées par les gyromètres. D'une puissance de 100 kW crête, il peut guider le tir des canons de 30 mm et des roquettes SNEB de 68 mm.
Le radar est développé sous la forme d'un nouveau prototype, le DRAC-26, qui dispose d'une voie de poursuite missile par alignement sur le faisceau radar. 
Ces améliorations sont intégrées au DRAC 32A, qui voit tripler sa puissance, pour fournir à l’autodirecteur électromagnétique du missile air-air Matra R511 la distance avant tir et illuminer la cible durant le vol du missile.
Ce type de guidage impose toutefois des facteurs de charge importants et une précision des mesures angulaires incompatibles avec une antenne de diamètre modeste, ce qui a limité l'efficacité du missile Matra R511.

## Utilisation

### SNCASO SO.4050 Vautour N
- France

Le premier prototype du DRAC-25A vole en 1955. Quarante exemplaires de ce radar équipent le début de la série des avions Vautour N puis ils cèdent la place au DRAC-32A en cours de production.
Les Vautour N restent en service comme chasseurs tout-temps dans l'armée de l'air française jusqu'en 1973, en association avec le missile Matra R511
- Israël

L'armée de l'air israélienne acquiert une trentaine de Vautour, dont 7  à   8 exemplaires de chasse de nuit, qui sont en service de 1956 à 1971

### Dassault Flamant
- France

Le Centre d'Instruction du Personnel Navigant (CIPN) no 346 était attaché à la 30e escadre de chasse, et doté de trois MD 315 Flamant. Ces derniers étaient équipés d'un radar A1Mk10 pour entraîner les équipages de Meteor NF.11 de chasse de nuit. La transformation sur SO.4050 Vautour N entraîne l'installation de DRAC-25A sur les MD 315 Flamant en 1957, utilisés dans ce rôle jusqu'en 1972.

### Saab 32 Lansen
- Suède

Le radar RA-223 est développé par la CSF à partir des technologies du DRAC-25 et équipe le Saab 32 Lansen sous la désignation locale de PS-431/A.